# Scream 2
Pour les articles homonymes, voir Scream.
Série Scream
Scream
(1996) Scream 3
(2000)
Pour plus de détails, voir Fiche technique et Distribution.
Scream 2 (litt. « hurlement 2 »), ou Frissons 2 au Québec, est un film d'horreur américain réalisé par Wes Craven, écrit par Kevin Williamson, sorti en 1997. Il fait partie de la saga Scream, dont il est le second volet. 
Comme son prédécesseur, Scream 2 combine le slasher, la comédie noire, le whodunit et la mise en abyme, et constitue cette fois-ci une satire des suites de films. Ce second volet émet également des commentaires la prolifération des suites inférieures à l'original, et le rapport du public à la violence du cinéma d'horreur.
Le développement du film commence lorsque Scream réussit à réunir plus de 50 000 000 $ au box-office. Le scénario est quant à lui écrit bien avant le début du développement, lorsque Kevin Williamson recherche des acheteurs pour le premier volet. La production de ce film devient très rapidement difficile et est marquée par la fuite du scénario sur internet, révélant au passage l'identité des tueurs. Williamson est forcé de réécrire certaines scènes malgré un tournage précipité.
Nous retrouvons dans cette suite l'actrice Neve Campbell dans le rôle de la survivante Sidney Prescott, David Arquette dans le rôle de Dewey Riley, ancien agent de police, Courteney Cox dans le rôle de la journaliste à scandale Gale Weathers et Jamie Kennedy, qui interprète le rôle de Randy Meeks, un ami proche de Sidney et quatrième survivant du massacre de Woodsboro. Liev Schreiber reprend quant à lui le rôle Cotton Weary, l'homme que Sidney a accusé du meurtre de sa mère dans Scream aperçu le temps de quelques secondes dans ce dernier, qui occupe une place beaucoup plus importante dans le second film.
L'intrigue du film se concentre sur l'arrivée d'un nouveau tueur en série, caché sous le costume de Ghostface, sur le campus universitaire de Windsor, là ou Sidney Prescott, survivante du premier massacre, est désormais étudiante en art dramatique et aspire à une vie de comédienne. Nous découvrirons au cours du récit que les attaques ont toutes un lien avec celles de Woodsboro.
Doté d'un budget de 24 000 000 $, Scream 2 rapporte 172 363 301 $ à travers le monde, dont 2,1 millions d'entrées en France. Il réalise la prouesse de bénéficier quasiment du même succès que le premier film (seulement 683 362 dollars de moins que le film précédent). Très bien accueilli par la critique publique comme professionnelle, le film fait encore partie aujourd'hui des meilleurs résultats de tous les temps dans la liste du box-office des slashers.

## Synopsis
Quelque temps après la tragédie de Woodsboro, le film Stab, inspiré des assassinats de Billy Loomis et Stu Macher, fait son avant-première sur les chapeaux de roues : cette dernière est un succès puisqu'elle accueille une foule d'adolescents déchaînés. Parmi tous ces spectateurs déguisés avec la réplique du costume du tueur en série Ghostface, l'un d'eux assassine Phil Stevens (Omar Epps) puis sa petite amie Maureen Evans (Jada Pinkett Smith) qu'il poignarde à de nombreuses reprises sous les yeux de la foule qui ne réagit pas, plongée dans le délire collectif et pensant à un coup publicitaire. Maureen finit d'agoniser devant l'écran géant, face à la salle entière qui réalise ce qui vient d'arriver.
Nous retrouvons Sidney le lendemain au Collège de Windsor : étudiante pleine d'ambitions, elle s'est fait une nouvelle bande d'amis et sort avec Derek Feldman (Jerry O'Connell). Mais les récents événements la replongent dans son passé douloureux, surtout lorsqu'une jeune étudiante, Cici Cooper (Sarah Michelle Gellar), est assassinée au sein même du campus universitaire. Dans la même soirée, Sidney est attaquée à son tour mais est sauvée in-extremis par l'arrivée de Derek, qui est blessé, et Dewey Riley (David Arquette), arrivé en ville le jour même pour veiller sur elle à la suite de l’événement du cinéma.
À l'hôpital, Derek se fait soigner le bras tandis que Dewey commence à avoir des doutes sur le jeune homme, seulement blessé au bras alors que le tueur avait largement le temps de lui porter un coup fatal. Conscient de la situation à haut risque, le shérif Lewis Hartley confie Sidney à la surveillance de deux de ses meilleurs agents, Andrews et Richards (Phillip Pavel et Chris Doyle). Mickey Altieri (Timothy Olyphant), un nouvel ami de Sidney, commence également à douter de Derek et fait part de son ressenti à Sidney qui elle-même commence à se poser des questions.
En collaboration avec Dewey et le shérif Hartley, Gale Weathers (Courteney Cox) trouve un lien entre les victimes récentes et celles de Woodsboro : elles ont le même prénom (Maureen Evans pour Maureen Prescott, Phil Stevens pour Steven Orth et Casey « Cici » Cooper pour Casey Becker).
Randy Meeks (Jamie Kennedy), étudiant lui aussi au Collège de Windsor, rappelle les règles des suites de films d'horreurs à Dewey et fait une liste des suspects dans l'affaire dont Gale. Après une énième attaque de Ghostface sur Sidney, cette fois-ci en pleine répétition de sa pièce de théâtre et à la vue de tous, Sidney décide de s'éloigner de Derek, ne sachant plus à qui faire confiance. Dans la journée, c'est le choc : Randy est à son tour assassiné sur le campus.
Menacée de mort, Sidney est mise à part lorsqu'elle tombe sur Cotton Weary (Liev Schreiber), qui lui propose une interview avec Diane Sawyer pour parler de leur histoire, proposition qu'elle décline. Après la mort de Randy, Sidney fait le choix de quitter la ville avec ses deux gardes du corps ainsi qu'Hallie McDaniels (Elise Neal), une très bonne amie et colocataire de chambre. Le cameraman de Gale, Joel, décide de laisser tomber la journaliste après le meurtre de Randy tandis que Gale a l'idée d'observer les vidéos tournées sur les scènes de crimes, en espérant apercevoir le tueur. À l'intérieur de la salle de projection du campus, Gale et Dewey ne trouvent aucune trace de Ghostface sur les cassettes. Ils profitent de ce moment intime pour s'embrasser mais sont brusquement stoppés lorsqu'une autre vidéo se met en marche : elle y montre Maureen, Phil, Cici et Randy quelques minutes avant leur mort. Il s'agit d'une vidéo réalisée par le tueur qui se trouve avec eux dans la salle. Il attaque très vite Gale avant de s'en prendre à Dewey qu'il poignarde à plusieurs reprises. Gale arrive à se barricader dans une pièce tandis que le tueur prend la fuite.
Sidney et Hallie partent comme convenu le soir même avec les gardes du corps en voiture, et au même moment Derek est enlevé. Le tueur surgit ensuite soudainement derrière l'une des vitres de la voiture de police et assassine le chauffeur, l'un des officiers. Le tueur prend ensuite le volant et en perd le contrôle alors qu'il essaye de tuer le second officier. Dans l'accident, Sidney et Hallie sont légèrement blessées tandis que l'officier est tué. Profitant que le tueur soit assommé, les deux jeunes femmes arrivent à sortir de la voiture. Voulant à tout prix connaître l'identité du tueur, Sidney retourne à la voiture mais trop tard : le tueur a été plus rapide. Il arrive à s'attaquer à Hallie et la poignarde à mort tandis que Sidney, terrifiée, s'échappe vers le campus.
Gale, qui s'est décidée à sortir de la salle d'archives, tombe sur Cotton qui a les mains couvertes de sang. Prise de panique, elle court téléphoner et surprend Debbie Salt (Laurie Metcalf), une journaliste avec qui elle est en concurrence, au téléphone. Elle lui arrache l'objet des mains et téléphone à la police en accusant Cotton d'être l'assassin sous le regard choqué de Debbie.
Pendant ce temps, Sidney se réfugie au théâtre du campus où elle trouve Derek ligoté et bâillonné par des étudiants en guise de bizutage. Au moment où elle s'apprête à le détacher, le tueur fait son apparition et dévoile son identité : Mickey. Il fait croire à Sidney que Derek est son complice avant de le tuer d'une balle. Le complice véritable de Mickey fait son apparition : Debbie Salt alias Mme. Loomis, la mère de Billy, tueur du premier film. Après une discussion houleuse entre Sidney, Mickey, Gale tenue en joue par Debbie et cette dernière, une fusillade éclate : Debbie tire sur Mickey pour faire croire qu'il s'agit de l'unique tueur, alors que ce dernier tire en même temps sur Gale qui tombe de la scène. Debbie explique ensuite à Sidney qu'elle a elle-même assassiné Randy et qu'elle a fait tout ça pour venger son fils.
Les femmes se battent tandis que Sidney est sauvée par l'arrivée de Cotton qui tire sur Debbie. Sidney tire une dernière balle sur elle pour être sûr qu'elle ne se relève pas tandis qu'elle et Gale abattent définitivement Mickey qui s’était relevé et se jetait sur elles. Le film se termine avec l'entrée à l'hôpital de Dewey, qui a survécu une nouvelle fois, accompagné cette fois de Gale qui préfère partir avec lui que réaliser son reportage tandis que Sidney qualifie Cotton de héros, nous faisant comprendre qu'elle est définitivement passée à autre chose le concernant.

## Personnages
- Sidney Prescott : une fois de plus, Sidney est l'héroïne de ce second volet. Deux ans après les évènements du premier film, Sidney est désormais étudiante à la fac de Windsor auprès de Randy, ses nouveaux amis Mickey et Hallie ainsi que son nouveau petit ami Derek et tente de laisser son passé derrière elle[2]. Selon Neve Campbell, il est intéressant de voir comment Sidney a pu évoluer depuis le premier film : elle ne reste pas une victime et est beaucoup plus forte et passionnée qu'auparavant[3]. Ce sont ses traumatismes qui l'ont rendu brave telle que l'on peut la voir dans le second opus[4].
- Dewey Riley : après les deux premiers meurtres, Dewey débarque au campus de Windsor pour protéger Sidney, veillant sur elle comme un grand frère[5]. Il traîne encore derrière lui les traumatismes du premier massacre dont sa blessure physique[4].
- Gale Weathers : au début du film, nous apprenons que Gale a écrit un nouveau bouquin qui a inspiré le film Stab[4]. Après la tuerie dans le cinéma lors de l'ouverture du film, une peuplée de journalistes arrivent sur le campus pour couvrir l'évènement. Parmi eux, Gale fait son apparition et ramène avec elle Cotton Weary, l'homme que Sidney avait fait accusé du meurtre de Maureen Prescott[5].
- Randy Meeks : également survivant du premier film, Randy est aujourd'hui étudiant à l'université de Windsor avec Sidney et est toujours un fin connaisseur des films d'horreur[5]. Selon Jamie Kennedy, Randy est plus mature et plus audacieux mais reste encore vierge[3]. Physiquement, le personnage porte une barbiche alors qu'il était totalement imberbe dans le premier film[3].
- Derek Feldman : il est le nouveau petit ami de Sidney. Son interprète Jerry O'Connell le qualifie de très gentil[4].
- Cotton Weary : selon Wes Craven, le personnage de Cotton était un personnage désinvolte dans le premier film qui a beaucoup évolué[3]. Vu comme une espèce de « hareng rouge » dans le premier film[3] Liev Schreiber il révèle que la production met tout en œuvre pour qu'il garde un aspect effrayant et dangereux auprès du public[3].
- Mickey Altieri : étudiant à la fac de Windsor et ami de Sidney, Mickey est en réalité l'un des deux tueurs du film qui pense s'en sortir grâce à son futur procès[2].
- Debbie Salt / Nancy Loomis : alors qu'elle se fait passer pour une journaliste tout au long du film, la mère de Billy Loomis est en réalité l'un des deux tueurs qui ne cherche qu'à venger son fils[2].
- Maureen Evans : une étudiante qui déteste les films d'horreur et qui part voir le film Stab avec son petit ami lors de l'ouverture du film[4].
- Murphy : il s'agit d'une étudiante qui essaie tant bien que mal de recruter de nouvelles jeunes femmes pour la rejoindre au sein de la sororité dont elle fait partie à la fac de Windsor. Portia de Rossi la qualifie de « méchante »[4].

## Fiche technique
Sauf mention contraire ou complémentaire, les données de cette section sont issues des sites : IMDb, Allociné et AFI Catalog
- Titre original et français: Scream 2
- Titre québécois : Frissons 2[1]
- Réalisation : Wes Craven
- Scénario : Kevin Williamson
- Musique : Marco Beltrami
  - Musiques additionnelles : Danny Elfman
  - Orchestration : Pete Anthony, Marco Beltrami, William Boston et Kevin Manthei
  - Montage musical : Bill Abbott
- Direction artistique : Ted Berner
- Décors : Bob Kensinger et Bob Ziembicki
- Costumes : Kathleen Detoro
- Maquillage : Jane Galli
- Coiffure : Dugg Kirkpatrick
- Photographie : Peter Deming
- Son : Andy D'Addario, Todd Toon
- Montage : Patrick Lussier
- Production : Cathy Konrad et Marianne Maddalena
  - Production déléguée : Bob Weinstein, Harvey Weinstein et Kevin Williamson
  - Production associée : Daniel K. Arredondo, Nicholas Mastandrea et Julie Plec
  - Coproduction : Daniel Lupi
  - Coproduction déléguée : Cary Granat, Richard Potter et Andrew Rona
- Sociétés de production : Konrad Pictures, Miramax et Maven Entertainment, en association avec Craven-Maddalena Films, présenté par Dimension Films
- Sociétés de distribution : Dimension Films (États-Unis), BAC Films (France), Kinepolis Film Distribution (KFD) (Belgique), Alliance (Canada)
- Budget : 24 millions de $[9],[10]
- Pays de production :  États-Unis
- Langue originale : anglais
- Format : couleur - 35 mm - 2,39:1 (Panavision) - son Dolby
- Genre : épouvante-horreur, slasher, mystère
- Durée : 120 minutes
- Dates de sortie[11] :
  - États-Unis, Québec : 12 décembre 1997[1],[9]
  - France, Belgique, Suisse romande : 8 juillet 1998[12],[13],[14]
- Classification :
  - États-Unis : interdit aux moins de 17 ans (R – Restricted)[N 1]
  - France : interdit aux moins de 12 ans[15]
  - Belgique : potentiellement préjudiciable jusqu'à 16 ans (KNT/ENA : Kinderen Niet Toegelaten  / Enfants Non Admis)[13],[16],[N 2]
  - Suisse romande : interdit aux moins de 16 ans[17]
  - Québec : 16 ans et plus lors de sa sortie en salles (16+ / 16 years and over), réévalué en 2008 en 13 ans et plus (violence) (13+ / 13 years and over)[1]

## Distribution
- Neve Campbell (VF : Dominique Léandri ; VQ : Lisette Dufour) : Sidney Prescott
- David Arquette (VF : Arnaud Arbessier ; VQ : Sébastien Dhavernas) : Dwight Riley
- Courteney Cox (VF : Céline Monsarrat ; VQ : Anne Bédard) : Gale Weathers
- Jamie Kennedy (VF : Cyril Aubin ; VQ : Gilbert Lachance) : Randy Meeks
- Jerry O'Connell (VF : Fabrice Josso ; VQ : Denis Roy) : Derek Feldman
- Elise Neal (VF : Annie Milon ; VQ : Viviane Pacal) : Hallie McDaniel
- Liev Schreiber (VF : Pierre Tessier ; VQ : Pierre Auger) : Cotton Weary
- Timothy Olyphant (VF : Boris Rehlinger ; VQ : Jacques Lussier) : Mickey Altieri
- Laurie Metcalf (VF : Josiane Pinson ; VQ : Chantal Baril) : Debbie Salt / Nancy Loomis
- Sarah Michelle Gellar (VF : Claire Guyot ; VQ : Charlotte Bernard) : Casey « Cici » Cooper
- Jada Pinkett Smith (VF : Marjorie Frantz ; VQ : Hélène Mondoux) : Maureen Evans
- Omar Epps (VF : Éric Etcheverry ; VQ : Louis-Philippe Dandenault) : Phil Stevens
- Duane Martin (VF : Christophe Peyroux ; VQ : Antoine Durand) : Joel Jones
- Lewis Arquette (VF : Michel Fortin ; VQ : Ronald France) : le chef Lewis Hartley
- Rebecca Gayheart (VF : Ludivine de Jouannet ; VQ : Camille Cyr-Desmarais) : Loïs
- Portia de Rossi (VF : Olivia Dalric ; VQ : Caroline Dhavernas) : Murphy
- Philip Pavel (VF : Pascal Casanova) : l'officier Andrews
- Chris Doyle : l'officier Richards
- Marisol Nichols : Dawnie
- Joshua Jackson (VF : Julien Sibre) : un étudiant dans la classe de cinéma (crédité comme Josh Jackson)
- Roger L. Jackson (VF : Boris Rehlinger ; VQ : Éric Gaudry) : Ghostface
- Tori Spelling (VF Stéphanie Murat ; VQ : Geneviève De Rocray) : elle-même / Sidney (dans Stab)
- Heather Graham (VF : Caroline Victoria ; VQ : Isabelle Leyrolles) : elle-même / Casey (dans Stab)
- Luke Wilson (VF : Julien Sibre ; VQ : Sylvain Hétu) : lui-même / Billy (dans Stab)
- Nancy O'Dell (VF : Chantal Baroin) : la journaliste qui interview Tori Spelling
- Selma Blair : l'amie de Cici Cooper au téléphone (non créditée)
- Matthew Lillard : un invité à la soirée (non crédité)

Version française réalisée par Alter Ego ; direction artistique : Béatrice Delfe ; adaptation des dialogues : Olivier Peyon
Version québécoise réalisée par Cinélume ; direction artistique : Sébastien Dhavernas ; adaptation des dialogues : Bérengère Rouard et Thibaud de Courrèges
 Source et légende : version française (VF) sur RS Doublage
 Source et légende : version québécoise (VQ) sur Doublage.qc.ca

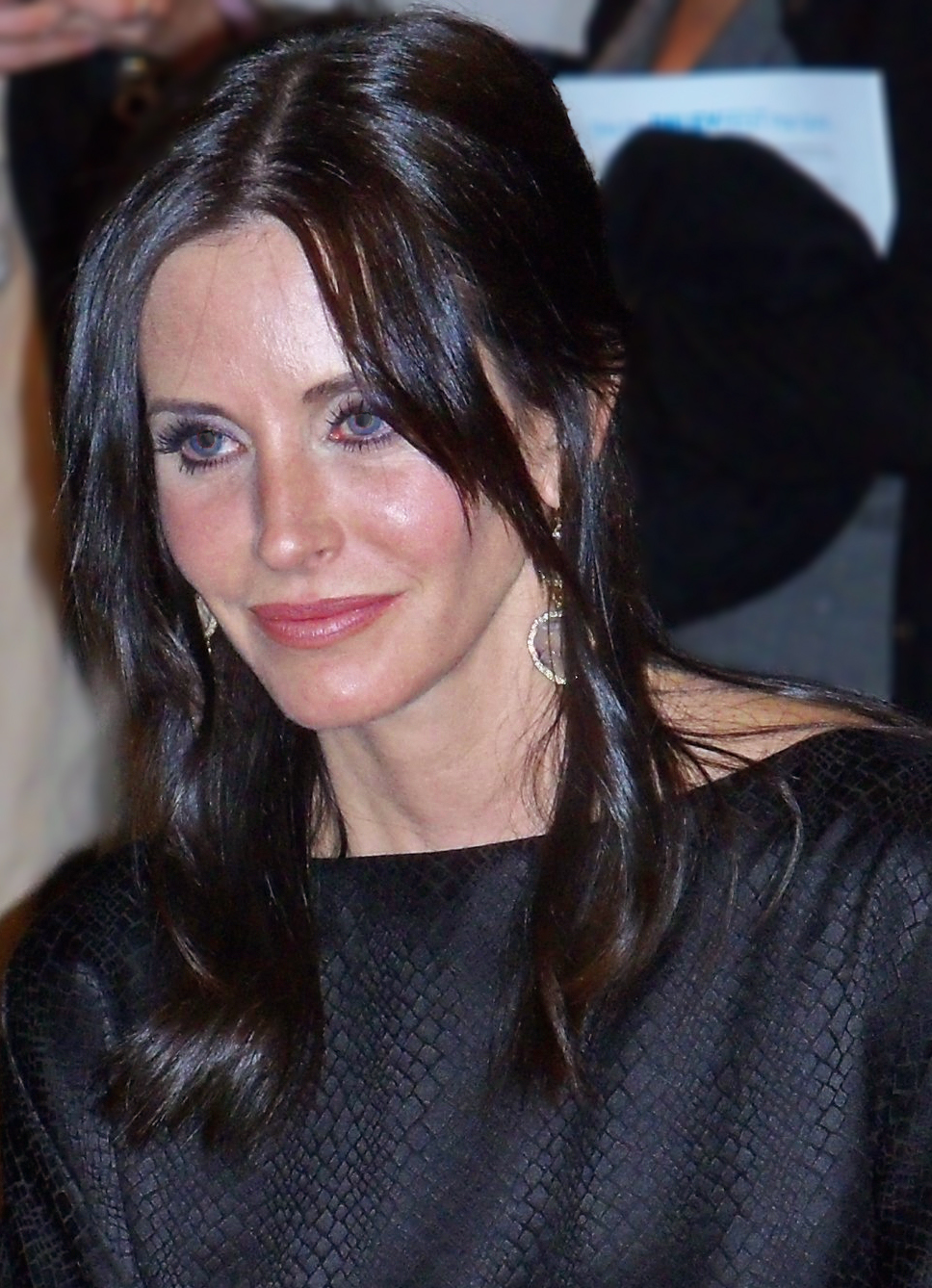
Courteney Cox en 2010.
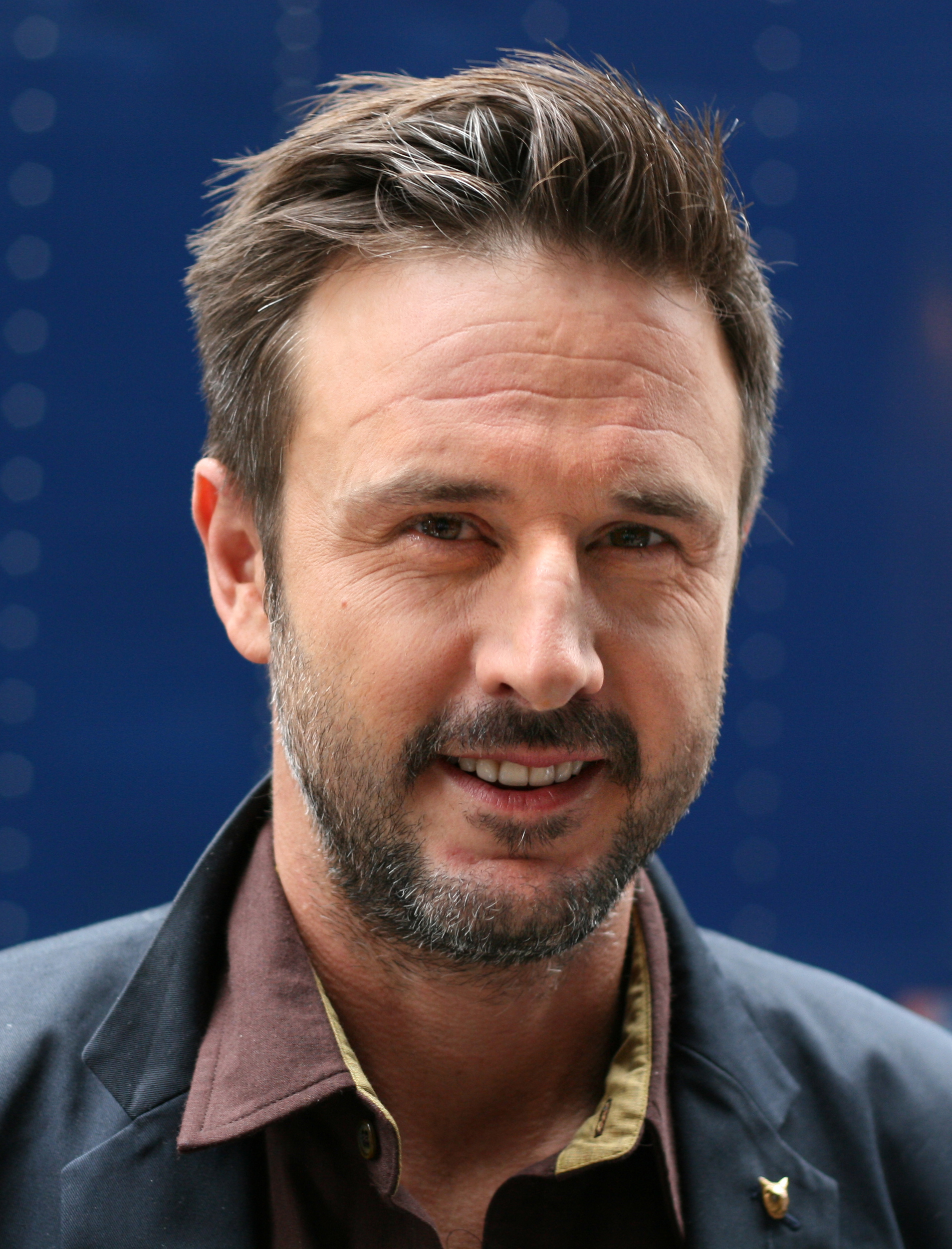
David Arquette en 2009.
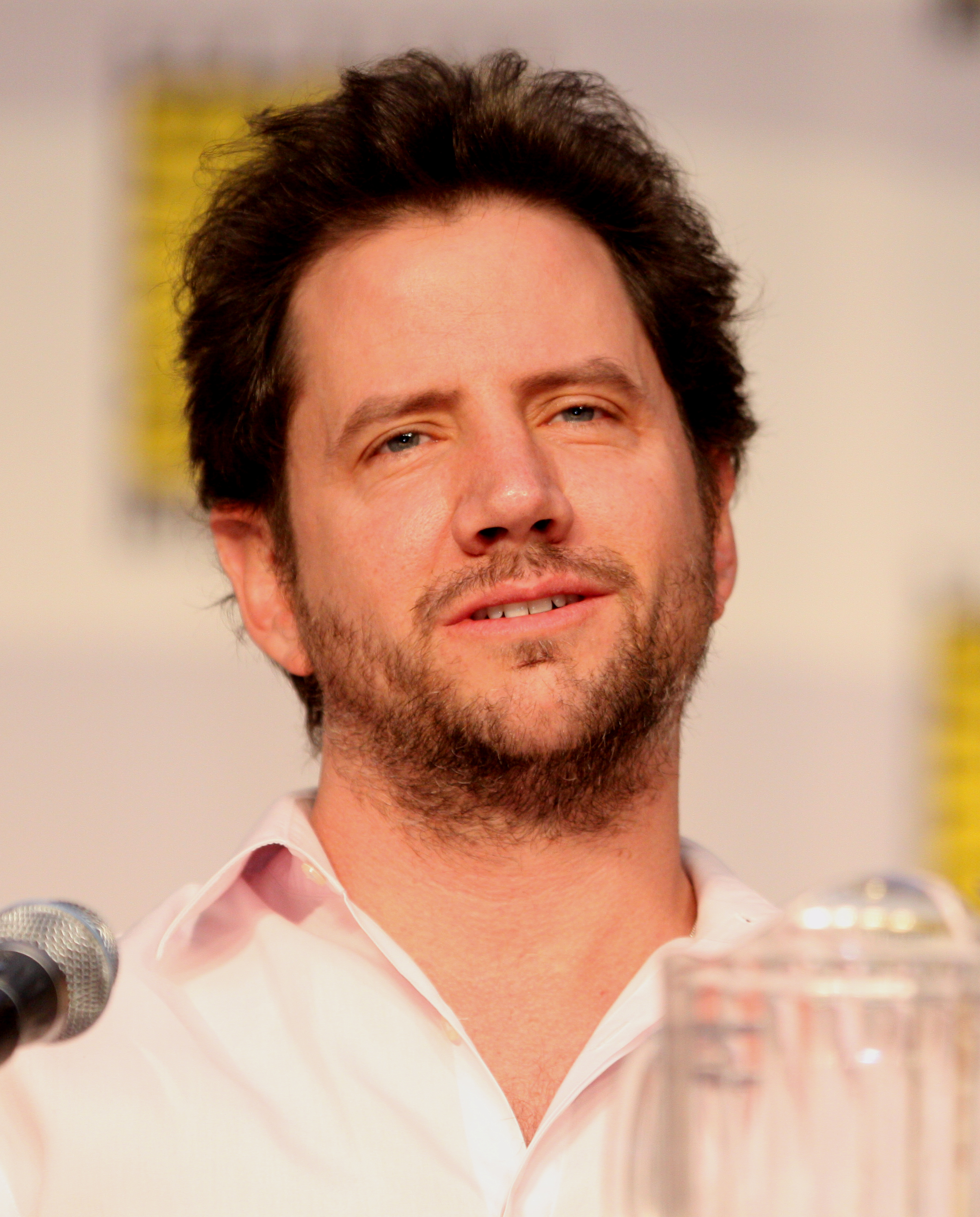
Jamie Kennedy en 2012.
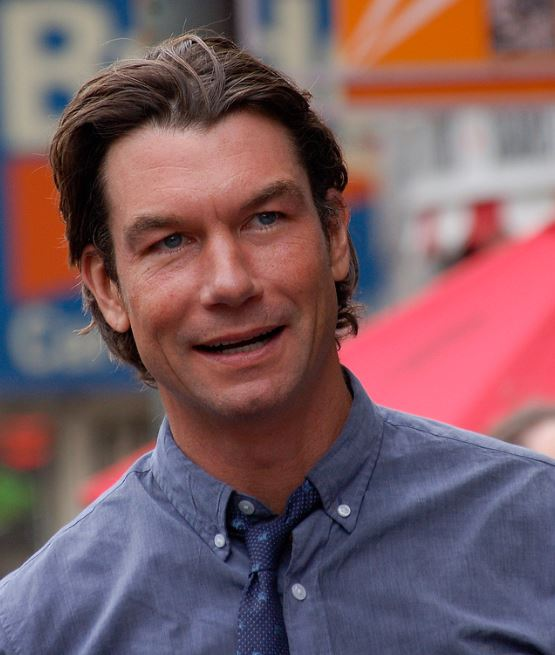
Jerry O'Connell en 2013.
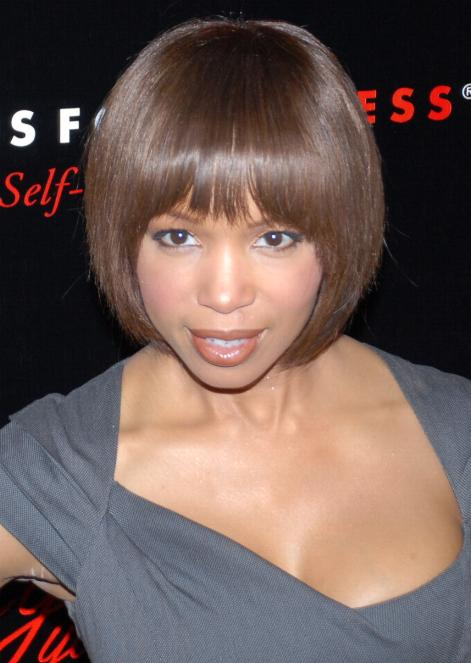
Elise Neal en 2008.
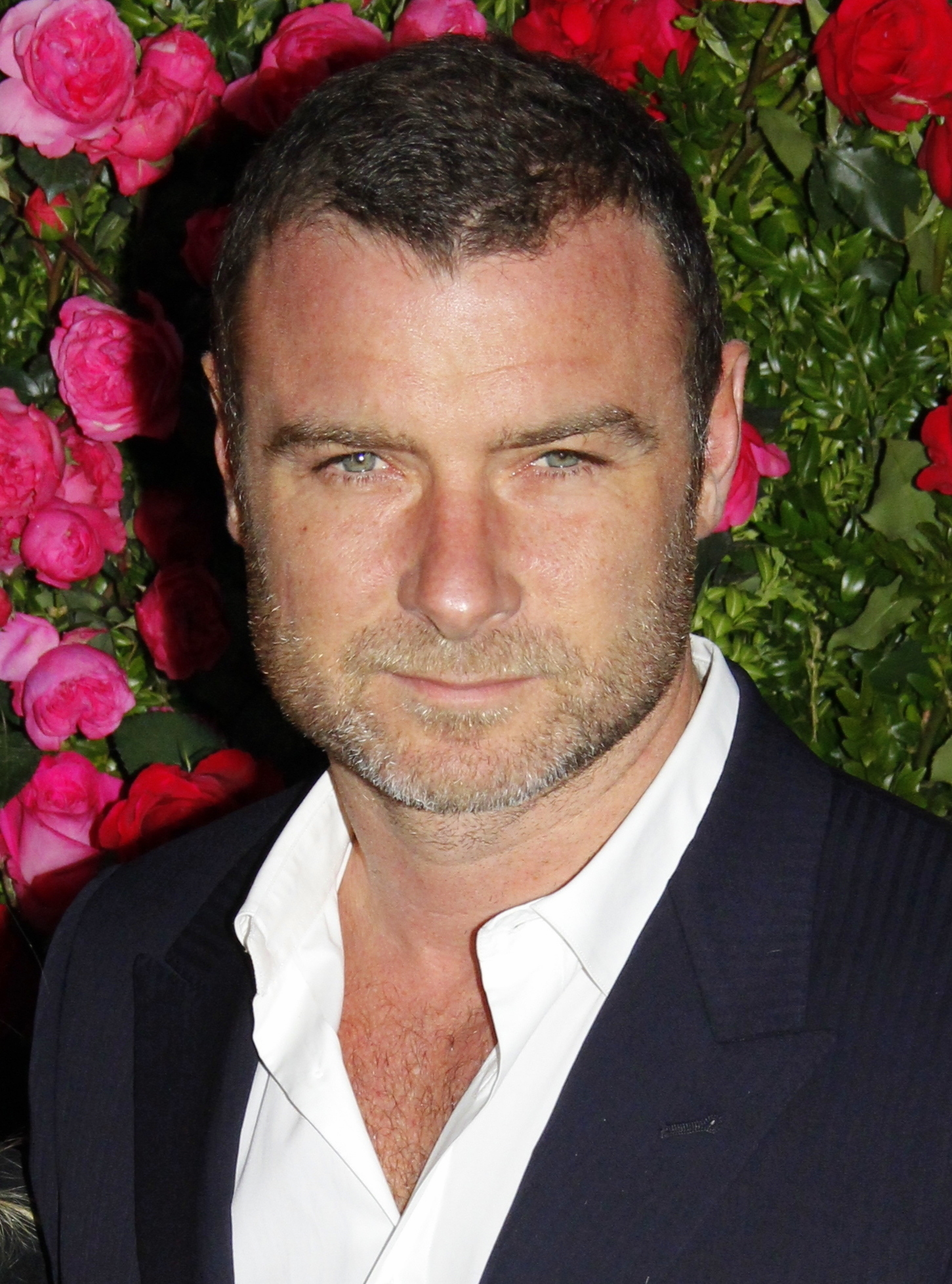
Liev Schreiber en 2012.
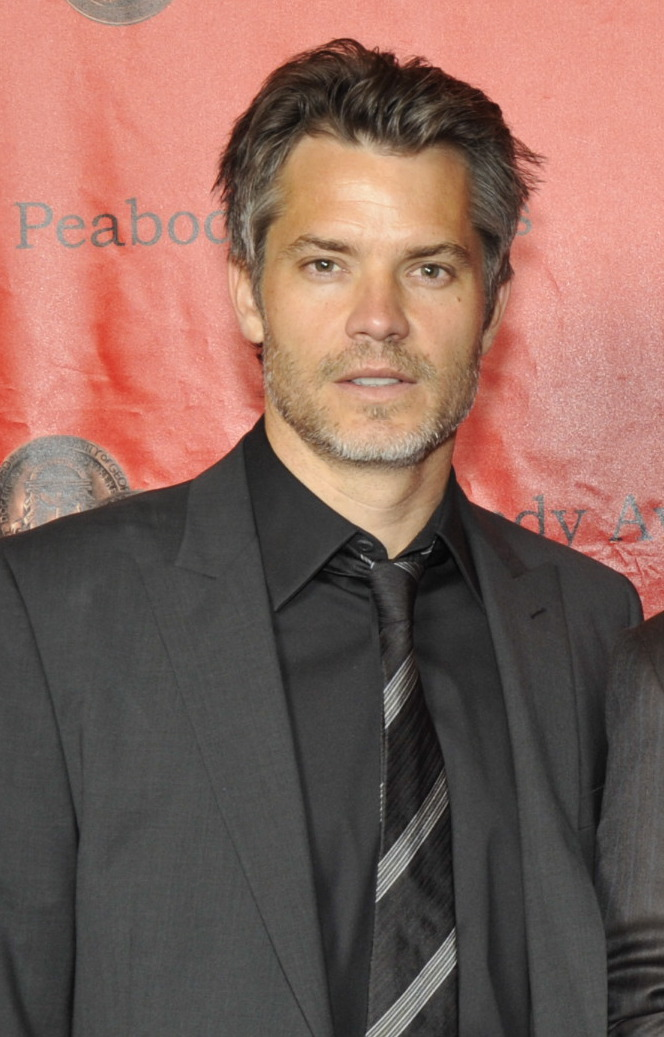
Timothy Olyphant en 2011.
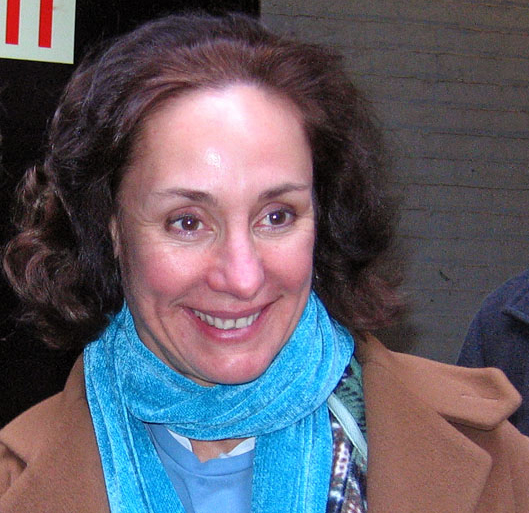
Laurie Metcalf en 2008.
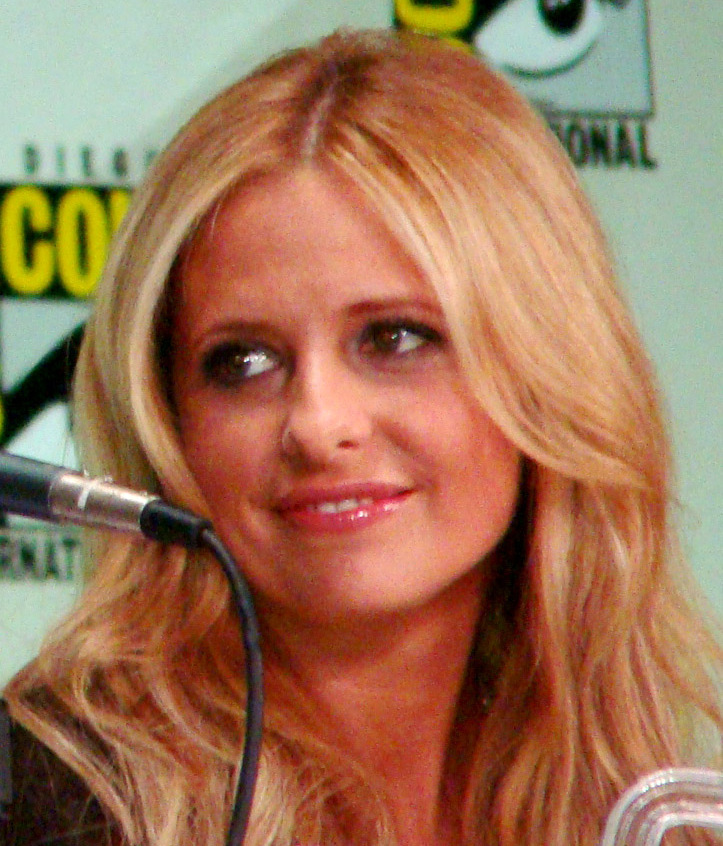
Sarah Michelle Gellar en 2011.
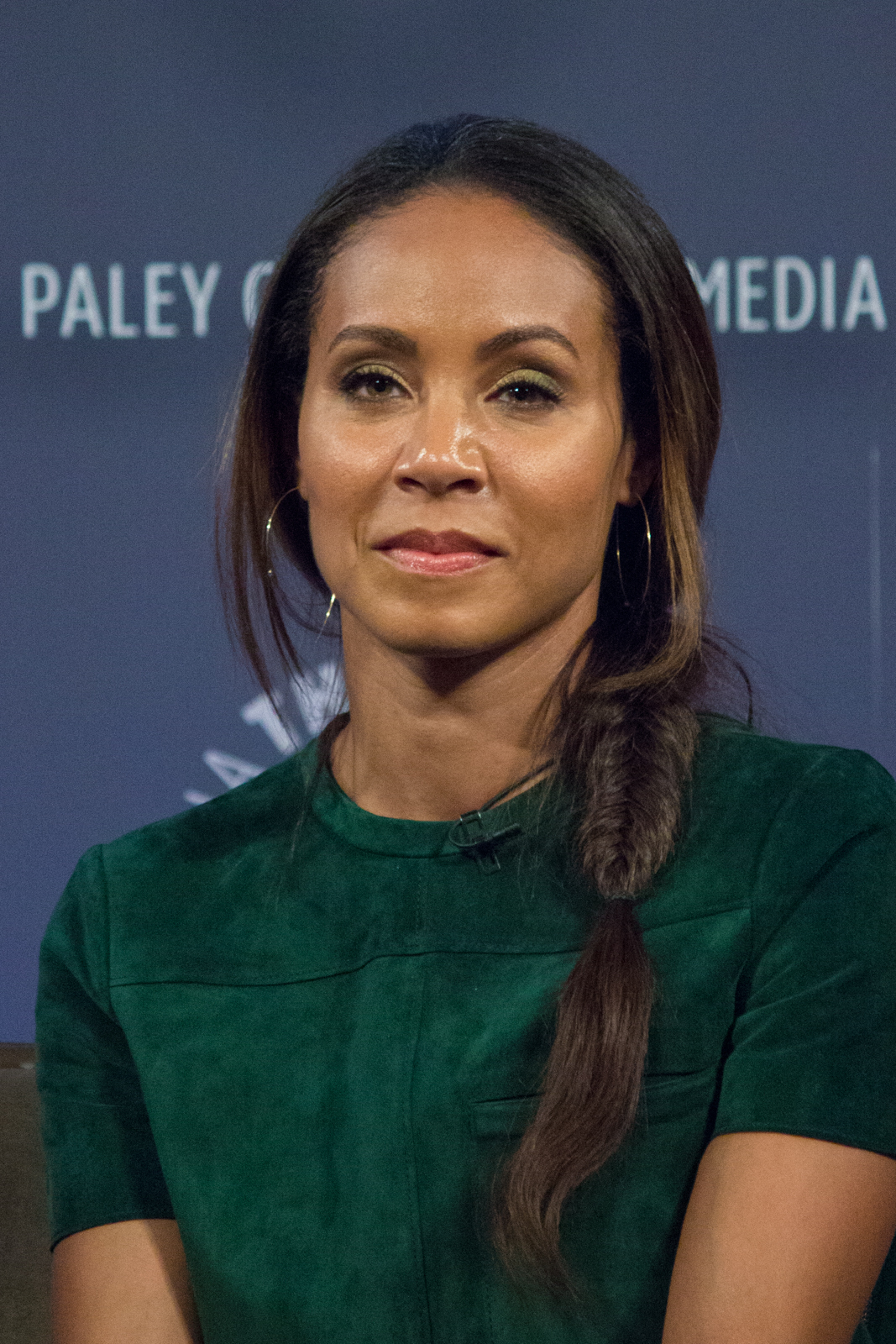
Jada Pinkett Smith en 2014.
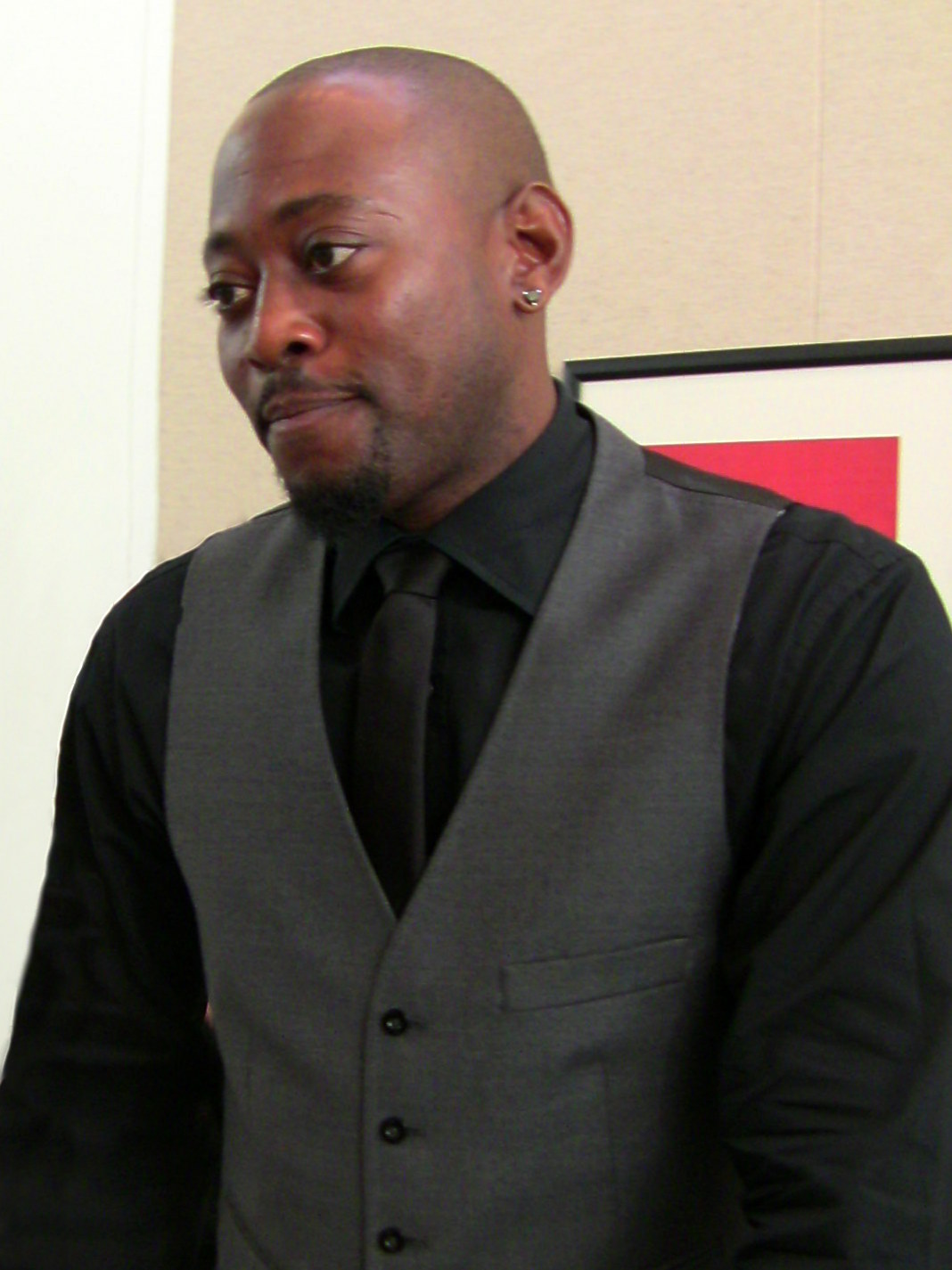
Omar Epps en 2009.

## Production

### Genèse et développement
Kevin Williamson joint les scripts de deux suites possibles à Scream lorsqu'il recherche des acheteurs potentiels. L'écriture de ces suites se réalise en un bloc de 5 pages chacune attachées au script du premier film dans l'espoir d'attirer des acheteurs potentiels avec comme accroche le fait qu'ils n'allaient pas acheter seulement un film, mais une trilogie,. Après une projection test couronnée de succès pour Scream, où des dirigeants de Miramax sont présents, Wes Craven reçoit un contrat à signer pour diriger deux futurs films. Courteney Cox dévoile en 1997 que la production a toujours parler d'une potentielle trilogie, même à l'époque ou elle avait lu le scénario du premier film. Dimension Films prend réellement la décision de commencer le développement de Scream 2 en janvier 1997, après que Scream a réussi à obtenir 50 millions de dollars de recettes en un mois sur le sol américain. La production donne le feu vert en mars avec un budget de 24 millions de dollars, environ 10 millions de plus que Scream.
La production affronte très vite un problème de taille avec la fuite sur internet du scénario. Cette parution révèle une majeure partie de l'histoire, dont l'identité des tueurs, ce qui entraîne la modification du script. Dans une interview, Wes Craven déclare qu'avec un calendrier de production précipité (6 mois de production), le film est prévu pour sortir le 12 décembre 1997, soit moins d'un an après la sortie de Scream, et le problème du scénario diffusé sur internet, Williamson fut forcé de réécrire le scénario dont des pages pour des scènes prêtes à être tournées le jour même. Parfois, Craven est obligé de rajouter des détails significatifs à certaines scènes.
Lors du tournage du film, Jerry O'Connell déclare que si le premier long-métrage met en scène des étudiants analysant les films d'horreurs, cette suite analyse les suites de films d'horreur par le biais d'un nouveau groupe d'étudiants qui veulent se servir de leurs connaissances pour déjouer les futurs plans du tueur. Pour Wes Craven, l'un des intérêts de Scream 2 est de continuer l'histoire du personnage de Sidney Prescott, interprété par Neve Campbell.
À différent moments de la production, plusieurs titres pour cette suite sont envisagés comme « Scream Again » (« Crie encore »), « Scream Louder » (« Crie plus fort ») et « Scream : The Sequel » (« Scream : La Suite »).

### Scénario

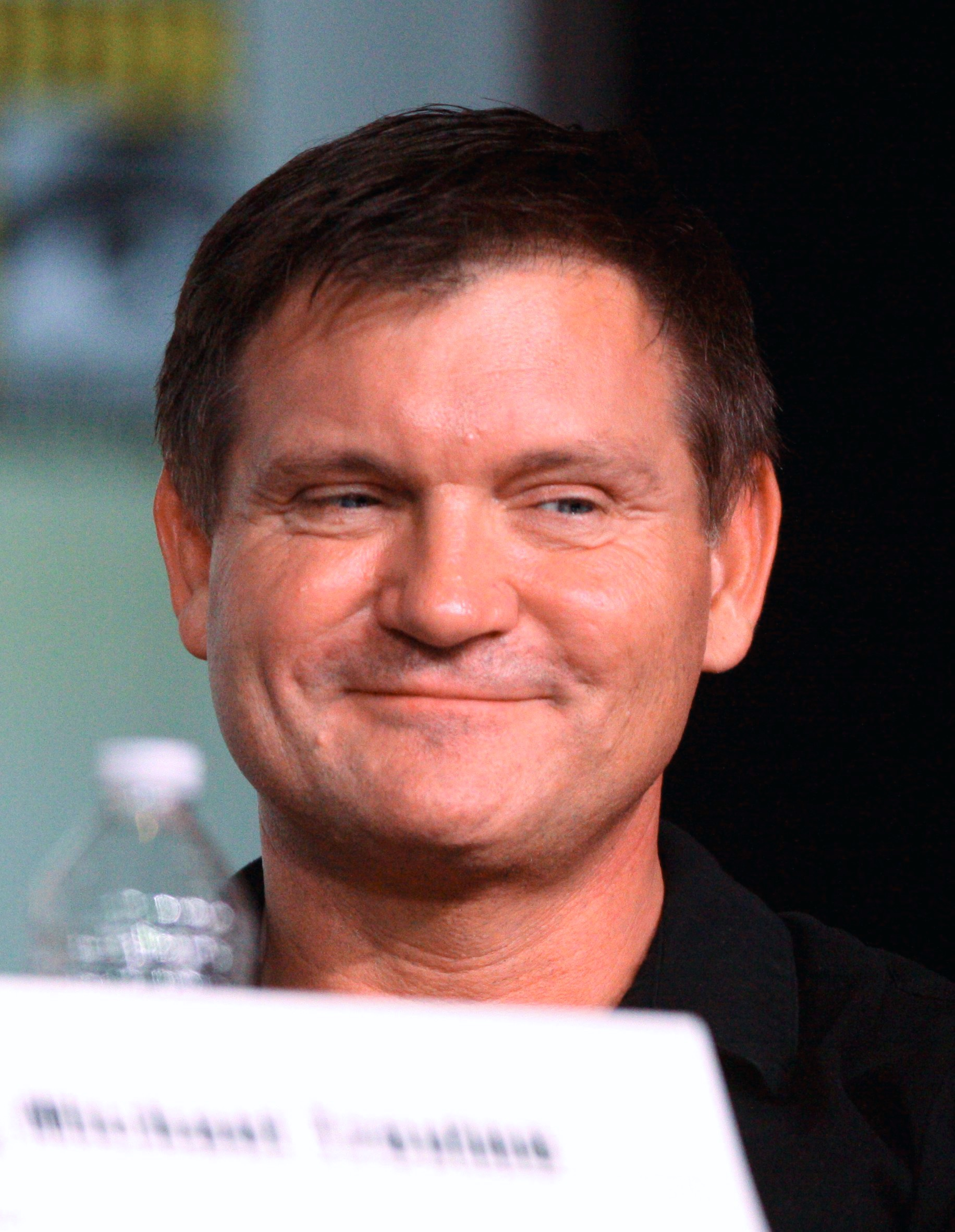
Kevin Williamson, ici au Comic-Con de San Diego en 2012, est le scénariste de Scream 2.

Tout en écrivant le scénario de Scream, Kevin Williamson développe deux blocs de 5 pages d'écriture pour deux possibles suites,. Après la sortie du premier film, Kevin Williamson confirme qu'il avait considéré le concept d'une suite où le personnage de Neve Campbell serait cette fois-ci à l'université où un nouveau Ghostface serait la cause d'une nouvelle vague de meurtres.
Dimension Films décide de poursuivre la production de cette suite en mars 1997. À ce moment-là, Kevin Williamson avait plus de quarante-deux pages du script développées qui mettaient en scène plus de 4 serial killers différents dont les personnages de Derek Feldman, Hallie McDaniel, Mme Loomis et Cotton Weary. En juillet 1997, alors que le tournage du film bat son plein, Kevin Williamson transmet son script d'une quarantaine de pages à la production qui se retrouve ensuite divulgué sur internet dès le lendemain. Une majeure partie de l'intrigue est dévoilée, dont l'identité des tueurs. Cette contrainte pousse la production à continuer le tournage avec seulement une partie du scénario pendant que Williamson s'occupe de réécrire celles manquantes. Plusieurs scènes sont changées, dont une bonne partie du final ainsi que l'identité des tueurs, tandis que les personnages de Randy Meeks et Joel Jones sont radicalement modifiés. Pour éviter un autre incident de ce type et empêcher que des détails majeurs de l'intrigue ne soient révélés par d'autres moyens, les acteurs reçoivent les dernières pages du scénario des semaines avant le tournage et les pages révélant l'identité du tueur ne sont fournies que le jour où les dites scènes sont tournées. Seuls les acteurs inclus dans ces scènes sont informés de l'identité du serial killer. En 2017, Kevin Williamson déclare que le script divulgué vingt ans plutôt était un « scénario factice », spécialement conçu pour éviter une éventuelle fuite des détails de l'intrigue. Il affirme qu'il existait à l'époque trois scénarios factices différents :

« Ils craignaient que l'identité du tueur ne soit divulguée, nous avons donc écrit plusieurs fins. Trois en tout, si ma mémoire est bonne. Et lorsque des acteurs et des membres de la production demandaient de lire le script, nous envoyions le script avec la fin factice … Il y avait même une fausse fin où Dewey était le tueur. Ces fins existaient en tant que fausses pistes et rien de plus. Des mesures extrêmes, mais nous voulions vraiment garder secrète l'identité du tueur ! »

Après la fuite du scénario en début de tournage, la sécurité autour de la production est considérablement augmentée. Un accent est mis sur la fermeture des plateaux de tournages et des restrictions sur les entrées sur le tournage et l'accès au scénario. Le scénario lui-même est réimprimé sur papier spécial pour empêcher toute sorte de photocopie et est détruit après avoir été utilisé. Le calendrier de production de Scream 2 étant relativement serré et son travail sur d'autres projets lui prenant énormément de temps, le script final de Williamson est détaillé dans certains passages mais pas dans sa globalité. Wes Craven est contraint de finir de développer lui-même certaines scènes pendant le tournage même de celles-ci.
En 1997, toujours durant le tournage du film, Wes Craven dévoile au micro de MTV News que le film démarre lorsqu'un film surnommé Stab sort au cinéma, inspiré d'un bouquin écrit par Gale Weathers.

### Attribution des rôles

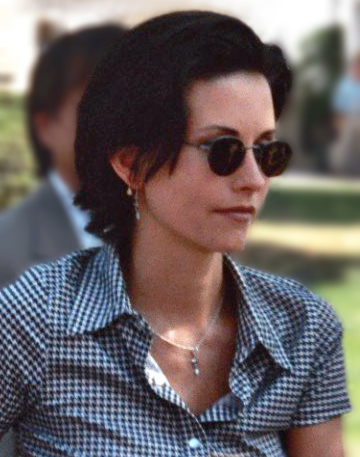
Courteney Cox ici en 1995, interprète le rôle de Gale Weathers pour la seconde fois.

Le retour du personnage de Sidney Prescott est une évidence dans le scénario de Scream 2, le personnage étant le seul avec la garantie de revenir dans un nouvel opus avant même le tournage du premier film. Sous contrat, Neve Campbell devait donc déjà à la base reprendre son rôle dans une potentielle suite si le premier film était un succès,. Sans savoir réellement ce qu'avait prévu de faire Kevin Williamson dans le développement de Sidney, l'actrice accorde une totale confiance au scénariste ainsi qu'à Wes Craven, désireux de faire du personnages une véritable héroïne beaucoup plus forte que dans le film précédent et non pas une victime constante.
Le début de la production du second film paraît inévitable en raison de l'énorme succès planétaire de Scream, la société Dimension Films s’attelle à plusieurs options de suite pour les personnages ayant survécu également dans le premier film, en l’occurrence Gale Weathers, la journaliste ambitieuse interprétée par Courteney Cox, David Arquette en tant qu'ancien shérif adjoint Dewey Riley, Jamie Kennedy en tant qu'ami et passionné de films Randy Meeks et Liev Schreiber qui interprète Cotton Weary, l'homme disculpé du meurtre de Maureen Prescott, la mère de Sidney. Selon Wes Craven, personne ne pensait revoir Cotton Weary réapparaître dans la saga après son passage rapide dans le premier film et surtout pour le faire revenir pour une raison aussi importante. Roger L. Jackson revient également prêter sa voix pour le tueur en série Ghostface. Sans pour autant révéler si elle était au courant ou non à l'origine si son personnage allait revenir pour le second film, l'actrice Courteney Cox accepta volontiers de revenir lorsqu'il a été annoncé les retours de Wes Craven, David Arquette et Neve Campbell. De même pour David Arquette, c'est lorsqu'il entend parler des retours des acteurs du premier film et du réalisateur qu'il signe très pour reprendre son rôle.
Après le retour de tous les acteurs « survivants » du premier film, la production se charge de trouver un nouveau groupe d'acteurs pour la suite du casting de Scream 2. Les recherches se penchent surtout vers des acteurs établis, doués et populaires, surtout dans le milieu de la télévision. En interview, le personnel de la production affirme avoir trouvé plus facile l'approche et la sécurité auprès des acteurs que lorsqu'ils étaient à la recherche du casting de Scream, sûrement dû au succès commercial et critique du premier film mais aussi grâce à l'implication de Drew Barrymore qui avait prêté au genre un élément de crédibilité, donnant envie à certains acteurs reconnus de participer au film. Selon Lisa Beach, la directrice de casting, le casting de Scream 2 est très facile à effectuer. La nouvelle distribution inclut Jerry O'Connell qui joue Derek Feldman, le nouveau petit ami de Sidney et qui étudie en médecine. O'Connell déclarera lors du tournage que Wes Craven est le meilleur réalisateur avec qui il a pu tourner. Sarah Michelle Gellar, qui interprète le rôle de Cici Cooper, une jeune fille membre d'une sororité et qui suit des cours d'histoire de cinéma, Elise Neal qui joue le rôle de l'amie et colocataire de chambre Hallie McDaniel, Timothy Olyphant qui interprète le rôle de Mickey Altieri, un fan de film en tout genre, Laurie Metcalf qui interprète la journaliste Debbie Salt et enfin Jada Pinkett Smith qui joue Maureen Evans, étudiante à la fac qui fait partie des deux premières victimes du film aux côtés de son petit ami Phil Stevens, interprété par Omar Epps. L'actrice Elise Neal n'avait pas lu le script lorsqu'elle fût engagée pour Scream 2 et qualifie les acteurs du premier film présents sur le tournage du second de très sympathiques, en lui ayant permis de vite s'intégrer, les acteurs sortant non loin d'Atlanta certains soirs après le tournage pour décompresser ensemble, notamment dans beaucoup de restaurants et de clubs, ce qui les a rapprochés.
Plusieurs acteurs impliqués dans la production incluant Neve Campbell, Courteney Cox, Jerry O'Connell et Sarah Michelle Gellar faisaient déjà partie d'une série dans laquelle ils tenaient l'un des rôles principaux ce qui rendit leur disponibilité assez limitée. Sarah Michelle Gellar a en particulier travaillé entre deux tournages, dont celui de sa série Buffy contre les vampires et n'avait que récemment fini le tournage du film Souviens-toi... l'été dernier, écrit par Kevin Williamson. Malgré la production pour le moins agitée, Sarah admet dans une interview qu'elle fut intéressée pour participer à Scream 2 sans avoir eu à lire le script mais en se basant sur le succès de Scream. Son personnage fut écrit spécialement pour elle. Pour obtenir le rôle de Derek, Jerry O'Connell et les autres personnes ayant auditionné devaient jouer la scène où le personnage chante I Think I Love You dans la cafétéria. Le personnage de Mickey, attribué à Timothy Olyphant, fut son tout premier rôle important. Laurie Metcalf venait de terminer ses 9 années au sein de la sitcom Roseanne lorsqu'elle commença le travail sur Scream 2. Wes Craven était sûr de ses capacités à jouer une Mme Loomis dérangée. Malgré les difficultés au sein de la production, Wes Craven prit l'envie des acteurs de participer au film malgré leur charge de travail comme un véritable compliment à la qualité du film.
Le reste et la fin du casting secondaire se composent de Lewis Arquette, père de David dans la réalité, qui joue le rôle du shérif local qui prend en charge l'affaire, Duane Martin joue le nouveau cameraman de Gale Weathers, Joel, et enfin Portia de Rossi et Rebecca Gayheart qui jouent les sœurs de sororité Murphy et Lois. Rebecca Gayheart avait déjà auditionné pour le rôle de Tatum Riley dans Scream puis pour les rôles de Cici Cooper, Hallie McDaniel et Maureen Evans avant d'obtenir le rôle secondaire de Lois. Des rôles beaucoup moins importants comme les officiers Richards et Andrews sont joués par Chris Doyle et Phillip Pavel, l'acteur vétéran David Warner joue le rôle du professeur d'art dramatique de Sidney et Nancy O'Dell joue le rôle d'une journaliste qui reprendra ce petit rôle dans les deux suites de Scream 2. Tori Spelling, Luke Wilson et Heather Graham jouent leur propre rôle (pour Tori) mais aussi les rôles de Sidney, Billy Loomis et Casey Backer dans le film "Stab" qui s'inspire de l'affaire de Woodsboro. L'apparition de Tori Spelling est due à une remarque sarcastique provenant du personnage de Sidney dans Scream. Cette dernière fut ravie de participer au film. Enfin Matthew Lillard, après avoir joué le rôle de Stu dans le premier film, fait une apparition en tant qu'invité dans celui-ci lors de la scène de fête au début du film.

### Tournage
Le tournage a eu lieu entre le 16 juin 1997 et le 28 août 1997, soit sur une période de neuf semaines avec un budget de 24 millions de dollars. La Géorgie, Atlanta et Los Angeles servent à représenter l'état de l'Ohio, là où la Fac de Windsor est située dans le film. Le tournage se déroule en partie à Atlanta, pendant 4 semaines, avant de se terminer à Los Angeles,.
La première scène du film qui représente l'avant première de Stab est tournée pendant 3 jours dans le Vista Theatre sur Sunset Drive à Hollywood, l’extérieur est représenté par le Rialto theatre à South Pasadena, en Californie. Étant donné les nombreuses personnes étant sur place pendant le tournage de la scène, des détails fuitent sur internet peu de temps après que cette dernière fut tournée. Wes Craven révèle qu'il s'agit là d'une des plus grosses fuites du scénario.
Les scènes avec la maison de la sororité d'étudiantes sont tournées à Pasadena. Le film fictif Stab est tourné à Malibu en Californie.
L'université Agnes Scott College, juste en dehors d'Atlanta et la UCLA à Los Angeles servent de décor pour la fac de Windsor, une université fictive.

### Post-production
Wes Craven avait déjà eu de nombreux soucis d'interdiction sur l'âge des spectateurs avec la MPAA lors de la post-production de Scream, ce dernier recevant le classement R pour aider le film à rester fiable au box-office. Il avait envoyé plus de 8 prises différentes à la MPAA nécessitant l'intervention du fondateur de Dimension Films, Bob Weinstein, pour finalement sortir sous une bonne interdiction, sans avoir eu à couper trop de passages.
N'ayant pas envie de revivre la même expérience pour Scream 2, Craven tente de manipuler la MPAA en leur envoyant une version du film où le gore et la violence sont retravaillés, améliorés et augmentés comparé à ce qu'il voulait réellement dans le film, incluant la scène ou le personnage d'Omar Epps meurt poignardé à 3 reprises dans l'oreille, contre une seule fois dans la version finale du film, ainsi qu'une version plus longue de la scène avec Randy Meeks qui se fait égorger. Le raisonnement de Wes Craven fut le suivant : envoyer des scènes beaucoup trop gores pour que la MPAA le contraigne à retirer la version gore et ne garder finalement que la version du film que Wes comptait avoir. Cependant, la MPAA accorde le classement R au film pour les scènes coupées les plus violentes car ils pensaient que le message sous-jacent du film justifiait déjà assez la violence.

### Musique

#### Scream 2: Music from the Dimension Motion Picture
Bandes originales de Scream
Scream
(1996) Scream 3
(2000)
| 1.  | Scream                  | Master P                             | Master P feat Silkk Tha Shocker      | 3:30 |
| 2.  | Suburban Life           | Kottonmouth Kings                    | Kottonmouth Kings & AK Brothers      | 3:34 |
| 3.  | Rivers                  | Sugar Ray, McG                       | Sugar Ray                            | 2:50 |
| 4.  | She's Always in My Hair | Prince                               | D'Angelo                             | 6:19 |
| 5.  | Help Myself             | Dave Matthews                        | Dave Matthews Band                   | 4:31 |
| 6.  | She Said                | Ed Roland                            | Collective Soul                      | 4:51 |
| 7.  | Right Place, Wrong Time | Dr. John                             | Blues Explosion                      | 3:16 |
| 8.  | Dear Lover              | Foo Fighters, Dave Grohl             | Foo Fighters                         | 4:33 |
| 9.  | Eyes of Sand            | Tonic, Emerson Hart                  | Tonic                                | 4:16 |
| 10. | The Swing               | Everclear, Art Alexakis              | Everclear                            | 2:59 |
| 11. | I Think I Love You      | Tony Romeo                           | Less than Jake                       | 2:03 |
| 12. | Your Lucky Day in Hell  | Mark Oliver Everett, Mark Goldenberg | Eels                                 | 4:26 |
| 13. | Red Right Hand          | N.Cave, M.Harvey, T.Wydler           | Nick Cave & the Bad Seeds, DJ Spooky | 8:23 |
| 14. | One More Chance         | Kelly, T Smoov                       | Kelly                                | 4:13 |
| 15. | The Race                | Gabe Cowan, Sammy Music              | Ear2000                              | 2:19 |

#### Bande originale de Marco Beltrami et Danny Elfman
La musique du film est composée par Marco Beltrami qui revient après son travail sur la BO de Scream. Plus tardivement, le compositeur Danny Elfman sera appelé à travailler sur le morceau Cassandra Aria, morceau qui servira pour la scène où Sidney fait une représentation au théâtre. Elfman reviendra travailler une nouvelle fois sur la mélodie Cassandra Aria Reprise, ajoutée pour la fin du film. Des extraits de la partition du film Broken Arrow de Hans Zimmer seront utilisés, en particulier le travail fait sur guitare par Duane Eddy, pour le personnage de Dewey, remplaçant les pistes déjà réalisées pour le personnage dans la BO de Scream. Beltrami expliquera dans une interview que les pistes de Hanz Zimmer utilisées pour la mélodie de Scream 2 ont été rajoutées lors du passage de la mélodie incomplète de Beltrami en projet test. La réaction du public lors du projet test influencera le studio à garder la partie de la mélodie de Hanz Zimmer en diminuant le Dewey's Theme de Beltrami que lui-même avait composé pour remplir sa place, à l'utilisation mineure pendant des scènes plus sérieuses impliquant le personnage,.
Beltrami et Elfman recevront de très bonnes critiques pour leur travail, notamment parce que Beltrami a réussi à faire évoluer les thèmes musicaux des personnages créés dans Scream, bien que quelques critiques s'accordent à dire que les meilleures parties de la bande originale proviennent des compositeurs Danny Elfman et Hans Zimmer, dont les parties de la bande originale furent utilisées en remplacement de la bande originale de Beltrami, ce qui crée une controverse.

## Accueil

### Avant-première et sortie en salle
La première du film se déroule le 10 décembre 1997 au Grauman's Chinese Theatre à Hollywood suivie d'une sortie dans les salles de cinéma nord-américaines à partir du 12 décembre, moins d'un an après la sortie de Scream. Après le succès inattendu de Scream durant l'année 1997, Scream 2 fut considéré comme un grand succès potentiel au cinéma à tel point que les films Demain ne meurt jamais et Titanic furent déplacés du 12 au 19 décembre pour ne pas être en compétition avec Scream 2.

### Accueil critique
Comme le premier film, Scream 2 a reçu beaucoup de critiques positives. Il obtient un score de 82 % sur 132 votes sur le site Rotten Tomatoes.
Pour le magazine Télérama, il s'agit d'« un Wes Craven toujours terrifiant, mais moins inventif ».

### Box-office
| Pays ou région    | Box-office        | Date d'arrêt du box-office | Nombre de semaines |
| ----------------- | ----------------- | -------------------------- | ------------------ |
| États-Unis Canada | 101 363 301 $     | 15 janvier 1998            | 5                  |
| France            | 2 153 587 entrées | n/a                        | -                  |
| Total mondial     | 172 363 301 $     | n/a                        | -                  |

Le film fait son entrée directement dans plus de 2 663 cinémas à travers les États-Unis et le Canada et engrange plus de 32 millions de dollars lors de son premier weekend d'exploitation, soit plus de 27 millions de dollars de plus que son prédécesseur lors de son premier weekend en décembre 1996. Le film finit sa course avec plus de 101,3 millions de dollars au box-office américain et plus de 172,3 millions de dollars à travers le monde soit pratiquement les mêmes résultats que Scream.
De par ses résultats aux États-Unis, seulement 2 millions de dollars de moins que Scream, Scream 2 devient le second plus gros succès de la saga jusqu'à ce jour et le 14e meilleur film au box-office nord-américain de 1997. En France, Scream 2 frappe fort avec 2,1 millions d'entrées, seulement 1 000 entrées de moins que le premier film. Il est le troisième plus gros succès de la saga derrière Scream et Scream 3 mais devance Scream 4 qui dépasse de très peu le million d'entrées en France. Par ailleurs, il se classe au 17e rang du box-office annuel français de 1998.
Scream 2 est le second plus grand succès de tous les temps du genre slasher derrière le premier volet. Avec presque 33 millions de dollars de recettes pour son week-end d'ouverture, Scream 2 obtient le record du plus gros démarrage de décembre de tous les temps avant que ce record ne revienne à Ce que veulent les femmes le 15 décembre 2000.

## Distinctions
Source : Internet Movie Database

### Récompenses
1998
- ASCAP Film and Television Music Awards : ASCAP Award des meilleurs films au box-office pour Marco Beltrami
- Blockbuster Entertainment Awards :
  - Blockbuster Entertainment Award de l'acteur préféré dans un film d’horreur pour David Arquette
  - Blockbuster Entertainment Award de l'actrice préférée dans un film d'horreur pour Neve Campbell
  - Blockbuster Entertainment Award de l'acteur de second rôle masculin préféré dans un film d‘horreur pour Jamie Kennedy
- Fangoria Chainsaw Awards :
  - Chainsaw Award du meilleur film avec une large diffusion
  - Chainsaw Award de la meilleure actrice dans un second rôle pour Courteney Cox
  - Chainsaw Award du meilleur scénario pour Kevin Williamson
- MTV Movie & TV Awards : MTV Movie Award de la meilleure performance féminine pour Neve Campbell

### Nominations
1998
- Academy of Science Fiction, Fantasy & Horror Films - Saturn Awards :
  - Meilleur film d'horreur
  - Meilleure actrice pour Neve Campbell
  - Meilleure actrice dans un second rôle pour Courteney Cox
- Blockbuster Entertainment Awards :
  - Actrice préférée dans un film d'horreur pour Courteney Cox
  - Actrice de second rôle féminin préférée dans un film d‘horreur pour Jada Pinkett Smith
- Fangoria Chainsaw Awards :
  - Meilleure actrice pour Neve Campbell
  - Meilleur acteur dans un second rôle pour Liev Schreiber
- International Film Music Critics Award (IFMCA) : meilleure musique originale pour un film d'horreur / thriller pour Marco Beltrami
- International Horror Guild Awards : meilleur film
- Motion Picture Sound Editors : meilleur montage musical dans un film (Etranger et National)
- Online Film and Television Association :
  - Meilleur film de science-fiction / fantastique / d'horreur pour Cathy Konrad et Marianne Maddalena
  - Meilleure actrice dans un film de science-fiction / fantasy / horreur pour Neve Campbell
- Razzie Awards : pire révélation pour Tori Spelling

## Analyse

### Représentation
Dès la scène d'ouverture de Scream 2, le film nous pose la question de la représentation raciale dans les films d'horreur, bien avant qu'Hollywood ne discute de la présence de personnes de couleur devant et derrière les écrans. Et alors que nous associons actuellement la fièvre des fans dans les cinémas à un phénomène lié aux films de super-héros, en 1997, Craven matérialisait déjà à quel point le fandom peut être toxique et aveugle.
Il y a également une réflexion sur la façon dont Hollywood est une bête toujours affamée qui consomme des tragédies pour recracher du divertissement, transformant la douleur de n'importe qui en un moyen de faire du profit. Ce sont des questions que nous nous posons encore plus de vingt ans plus tard, et le fait qu'elles soient si présentes dans Scream 2 témoigne de la façon dont les cinéastes ont toujours lutté contre les limites de l'industrie culturelle.
Bien que Scream 2 n'hésite pas à aborder de nombreux sujets complexes, il se concentre sur son existence en explorant les règles d'une suite de film d'horreur. Tout comme le premier film de la franchise, Scream 2 veut que le public fasse partie du jeu, ce qui signifie que le film indique exactement les règles qu'un tel film devrait suivre, pour ensuite nous couper l'herbe sous le pied à chaque tournant et à chaque rebondissement. Ainsi, alors que Scream aurait pu en surprendre plus d'un, quiconque regarde Scream 2 sait déjà à quoi s'attendre. Et cela n'empêche pas la suite de Craven de recréer la même atmosphère de paranoïa, chaque personnage étant à la fois une victime potentielle ou le tueur déguisé. Alors que le métalinguisme est le jeu préféré de Craven, Scream 2, tout comme le premier film, construit un mystère qui laisse les fans dans l'expectative jusqu'à la fin, même après avoir expliqué les indices que nous devrions chercher. Scream 2 mélange brillamment la comédie autoréférentielle avec la nature de l'intrigue en faisant de la suite de Scream l'histoire d'un imitateur qui tente de recréer les meurtres de Woodsboro perpétrés par Ghostface. Cela permet également au film de discuter du lien entre les crimes réels et la normalisation de la violence dans les médias. Il est facile de blâmer un film pour les actes horribles que certaines personnes peuvent commettre, mais en fin de compte, un produit artistique ne peut qu'inspirer des personnes qui souhaitent déjà libérer quelque chose de sombre qui se cache en elles. La violence ne naît pas dans les films, mais chez les personnes qui utilisent l'art comme une excuse pour se protéger des regards. Le premier Scream traitait de l'obsession du tueur à créer le film d'horreur parfait et à s'en tirer. Scream 2 est plutôt l'histoire d'un tueur qui veut plaider coupable et devenir une star. Il y a quelque chose qui ne va pas dans le fait de transformer des tueurs en série en stars, et c'est là que réside le vrai problème, pas dans un film ou une autre œuvre d'art.

### De la fiction à la réalité

#### Le film dans le film:Stab

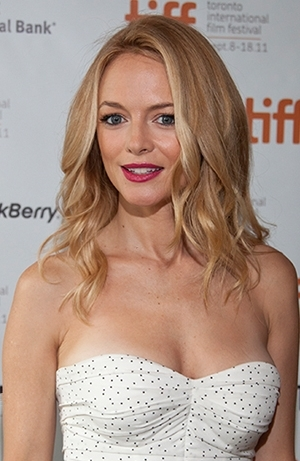
Heather Graham interprète le rôle de Casey Becker dans le film Stab qui retrace les évènements Scream.

Dans l'univers de Scream 2, les personnages au même titre que les spectateurs, connaissent les références cinéphiliques ainsi que les règles et les clichés du genre. Le scénario est doté des ingrédients qui ont fait le succès de Scream un an auparavant. L'exemple le plus révélateur de ce procédé est l'ajout du film Stab dans le scénario de Scream 2 qui retrace les évènements du film Scream et utilise le concept du film dans le film. D'ailleurs, l'un des personnages trouve la mort dans le cinéma diffusant le film : ce personnage est poignardé pour ensuite venir mourir devant l'écran géant de la salle alors que les images de Stab sont encore projetées au second plan. De l'autre côté, les spectateurs, qui sont pour la plupart affublés du costume et du masque des tueurs de Stab mais aussi de Scream renvoie directement à la salle de cinéma ou les spectateurs de Scream 2 se trouvent. Le second volet fait donc passer l'autoréflexivité au niveau supérieur logique en commentant en quelque sorte le succès du premier film. Dans le monde de Scream 2, les évènements du premier film sont bien réels et dans le scénario, c'est le film médiocre Stab, qui sort dans les salles de cinéma, qui en est la preuve la plus flagrante car il reprend les évènements survenus dans l'œuvre originale avec en plus la mention au début du film « Basé sur des évènements réels », une phrase bien connue du grand public aujourd'hui avec la sortie de multiples films tourné en found footage dans les années 2000 qui intègrent de façon récurrente ce terme. La phrase d'accroche du film Stab présent dans Scream 2 est This is gonna Hurt, qui veut littéralement dire « Ca va faire mal », un slogan sérieux mais totalement dénué de compassion et de sensibilité à l'égard des « réelles » victimes de Billy Loomis et Stu Macher. Il est également mentionné dans le générique de Stab que le film est tourné dans les studios Stab-O-Vision dans une présentation faisant penser au style « William Castle ». Scream 2 s'efforce dans son scénario d'être sans relâche en avance sur son public averti des clichés de film d'horreur et des codes qui en résultent tout en « remplissant son contrat de suite » consistant à reprendre tout ce qui a fonctionné dans le film original, même l'utilisation de la musique Red Right Hand du groupe Nick Cave and the Bad Seeds qui avait fait le succès de l'album des compilations des musiques entendues dans Scream, que l'on peut entendre lors de l'avant-première de Stab.
Dans la séquence d'ouverture de Scream 2, Wes Craven reprend en quelque sorte la séquence d'ouverture de son propre film, Scream, mais d'une façon beaucoup plus maladroite et moins travaillée. Les scènes de Stab sont représentées par Williamson comme l'exemple même du mauvais film d'horreur : des bruitages grossiers, une scène de douche gratuite et non importante dans l'histoire comportant également de la nudité, un mauvais jeu d'acteur et des personnages débiles qui aurait pu provoqués de la moquerie et de l'exaspération auprès du public si cette scène avait été celle du premier film. Aussi, les acteurs présents dans la salle pour représenter le public venu voir Stab à l'avant-première portent les masques et costumes de Ghostface tout en agitant des couteaux en plastique dans l'air dans une frénésie telle que lorsqu'un personnage se fait véritablement assassiner dans la salle, personne ne s'en rend compte. Il s'agit d'une tentative de poser la question que le premier film posait déjà un an auparavant : est-ce que le public est inspiré et soumis à ce genre de film ?
Dans une époque mettant en avant l'affaire O. J. Simpson et le film Tueurs nés, le personnage de Mickey Altieri est pleinement conscient de l'impact et du statut de célébrité qu'il va acquérir après les meurtres, pendant son incarcération, et il sait déjà en amont à quel sujet il s'en prendra pour se défendre : l'effet de la violence des films sur notre société. Comme le note Annalee Newitz : « Nous voyons des personnages tenter de prendre le contrôle des récits dans lesquels ils se sont retrouvés... Mickey espère devenir célèbre pour ses meurtres, qu'il a d'ailleurs reproduits à partir du film Stab et a tenté de faire mieux. Il est conscient d'essayer d'avoir du contrôle sur de la culture populaire de masse. » Cinéphile pervers en plus d'être un psychopathe, Mickey Altieri est également un admirateur des plus célèbres tueurs en série américain qui sont eux-mêmes très médiatisés à l'époque. Mickey dit lui-même qu'« il a travaillé dur pour donner au public ce qu'il veut » et que, par conséquent, il mérite les honneurs des médias.

#### Scream 2: la suite
Le film reconnaît à plusieurs reprises sa propre place dans la lignée des suites cinématographiques, à la fois dans et hors du genre de l'horreur, tout en réaffirmant constamment sa propre exigence de se conformer à la tradition de la suite de film lambda consistant à reprendre les éléments essentiels de l'original, souvent sans ironie. Dans ce sens, la relation entre Sidney Prescott et Gale Weathers avait évoluée tout au long de Scream, passant d'une relation avec animosité a un respect mutuel et une entraide à la fin du premier film. Leur relation dans le second volet repart une nouvelle fois sur de l'hostilité dans le but de convenir au public qui avait apprécié leurs échanges houleux dans le précédent volet. Le scénario s'efforce également d'impliquer le nouveau petit ami de Sidney, Derek Feldman, depuis le massacre de Woodsboro alors que le personnage de Randy Meeks énonce à nouveau des règles pour survivre mais cette fois-ci dans une suite de film d'horreur. Ces règles sont respectées ou non, et dans ce dernier cas, le film lui-même ne les respecte pas. À nouveau, Dewey Riley survie à plusieurs coups de couteau qui auraient dû normalement le tuer alors que certaines références dans le scénario de l'œuvre vise directement la série télévisée de Neve Campbell de l'époque et les costars de Courteney Cox dans la série Friends. Comme dans le premier film, deux tueurs sont dévoilés à la fin du second volet, dont l'un d'entre eux est un fan de Quentin Tarantino qui recherche la célébrité par ses meurtres directement inspirés de ceux de Billy Loomis et Stuart Macher du film original.
Scream 2 « transcende l'intérêt du film original à discuter et à critiquer d'autres œuvres en discutant et en se critiquant lui-même ainsi que le film original ». Le meurtre brutal du couple afro-américain dans la scène d'ouverture juste après avoir fait référence à une écriture de slasher bâclée et clichée, et la propre conscience du film de la répétition, reflètent la conscience globale du film qu'il sera considéré comme une suite inférieure au succès commercial et critique du film original. Plus qu'à n'importe quel moment, le scénario dévoile une insécurité certaine, comme si Williamson était conscient lors de l'écriture de son scénario de son incapacité à égaler le choc et la nouveauté du film qu'il à créé l'année précédente.
Au cours du récit, Wes Craven impose lui-même la scène ou Sidney joue le rôle de Cassandre dans une pièce de théâtre. Cette séquence renvoie à la tragédie grecque, une manière pour le réalisateur de rappeler que montrer des assassinats dans les films aux spectateurs n'est ni quelque chose de gratuit ni de nouveau.